# Alain Pardaen
Alain Pardaen (24 augustus 1961) is een Belgisch CD&V-politicus.
Pardaen werd gemeenteraadslid na de gemeenteraadsverkiezingen van 1994. Hij werd schepen te Wetteren midden 2003 en volgde Marc Gybels op als burgemeester op 1 januari 2010. Hij was naast zijn burgemeesterschap ook nog werkzaam als opvoeder aan het Scheppersinstituut te Wetteren. Op 1 juli 2022 werd hij op zijn beurt opgevolgd door Albert De Geyter.
Alain Pardaen leidde van januari 2013 tot eind december 2018 een CD&V-N-VA-Open Vld-coalitie.
Alain Pardaen leidde sinds januari 2019 een coalitie van CD&V, Groen&Co, Eén Wetteren en Spa-plus.
Op 1 juli 2022 ging hij met pensioen, zowel als opvoeder als burgemeester van zijn gemeente.